# Regimiento de Caballería de Tanques 11
El Regimiento de Caballería de Tanques 11 "Defensores del Honor Nacional" (RC Tan 11) es una unidad de caballería del Ejército Argentino (EA) con asiento en la guarnición de ejército en Puerto Santa Cruz, Provincia de Santa Cruz, y dependiente de la XI Brigada Mecanizada "Brig. Gral. Juan Manuel de Rosas", en el marco de la 3.ª División de Ejército "Tte. Gral. Julio Argentino Roca".

## Origen
Fue creado en 1826 por decreto del presidente Bernardino Rivadavia bajo el nombre de «Regimiento 11 de Caballería de Línea» para cubrir las fronteras contra los indígenas durante la Guerra del Brasil.

## Historia operativa
El regimiento realizó las siguientes campañas:
- Lucha contra el Bloqueo francés al Río de la Plata entre 1838 y 1840
- Guerra de la Triple Alianza
- Conquista del Desierto

Se destacó en los siguientes combates:
- Batalla de Pavón
- Batalla de Yatay
- Batalla de Tuyutí
- Batalla de Lomas Valentinas

Fue recreado en 1917 por decreto presidencial, formando en la sexta brigada de caballería de Paso de los Libres junto con el C9. En 1923 fue disuelta la sexta brigada quedando el C11 en la tercera brigada de Concordia dependiente de la 3.ª División de Ejército (comando en Paraná). A partir de 1936 el C11 pasó a engrosar la 2.ª División de Caballería (comando en Concordia).
Luego de pasar por innumerables destinos fue disuelto en 1958. En noviembre de 1980 fue reactivado asentándose en Puerto Santa Cruz en 1981.
Durante la guerra de las Malvinas de 1982 guarneció diversas localidades del sur argentino.
En agosto de 2011 su jefe, el teniente coronel Carlos Ramón Aguilar, fue puesto en funciones como jefe de la Fuerza de Tareas Argentina 38, a desplegarse durante seis meses en Chipre, bajo el mandato de Naciones Unidas (UNFICYP).

## Adiestramiento
Realiza habitualmente sus ejercitaciones en los grandes predios de la Patagonia, como lo fue el ejercicio «Roca» en abril del año 2000, junto a toda la Brigada XI y la presencia del entonces ministro de defensa Ricardo López Murphy.
En marzo de 2010 intervino con sus tanques en el ejercicio «Operación Retrógrada» desarrollado en Santa Cruz, con la presencia de la entonces ministra de defensa Nilda Garré. Intervino también en el ejercicio «Bicentenario III» realizado en septiembre de ese año por la XI Brigada Mecanizada en el campo de instrucción «General Adalid». En octubre siguiente colaboró con el censo nacional de 2010 en los sectores más aislados de su provincia.
A fines de 2011 la unidad comenzó a trasladar parte de su material de dotación SK-105 al Regimiento de Caballería de Tanques 13, ubicado en General Pico, en el marco de un Plan de Redistribución de Material del Ejército. El traslado de los vehículos estuvo a cargo de camiones del RC Tan 13 y de la Base de Apoyo Logístico «Pigüé», partiendo sus viajes desde la Base de Apoyo Logístico «Comodoro Rivadavia».